# Сельское поселение «Деревня Красный Городок»
Сельское поселение «Деревня Красный Городок» — муниципальное образование в составе Ферзиковского района Калужской области России. Бывшая Ждамировская сельская администрация.
Административный центр — деревня Красный Городок

## Состав
В поселение входят 6 населённых мест:
- деревня Красный Городок
- деревня Городня
- деревня Натальино
- деревня Перцево
- деревня Тиньково
- деревня Угрюмово

## Население
| 2010 | 2012 | 2013 | 2014 | 2015 | 2016 | 2017 |
| ---- | ---- | ---- | ---- | ---- | ---- | ---- |
| 621  | ↗745 | ↗778 | ↗821 | ↘812 | ↗851 | ↗895 |
| 2018 | 2019 | 2020 | 2021 |      |      |      |
| ↗921 | ↗933 | ↘928 | ↘853 |      |      |      |

Население сельского поселения составляет 621 человек .

## Интересные факты
- Архимандрит о. Леонид (Л. А. Кавелин) считал деревню Городня местоположением древнего города Городенска, упоминаемого под 1158 годом как удел сына Юрия Долгорукого — Бориса Юрьевича[источник не указан 1461 день]
- В 1892 году калужским археологом И. Д. Четыркиным у села Городня было раскопано городищ вятичей X — XII веков с обширным селищем. Культурный слой (17 тыс. м²) достигал 50 см. Академик Б. А. Рыбаков предположил, что это был центр вятичей Корьдно[13].